# 묘진
묘진(일본어: 明神)은 일본 신토에서 신을 부르는 호칭의 하나이다.
무로마치 시대 교토 요시다 신사의 신관인 요시다 가네토모(吉田兼倶)가 일으킨 신토 일파인 요시다 신토에서 신호(神號)로 쓴다. 묘진(明神 묘진[*])이란 한자를 쓴 이유는 신은 임의의 모습이 아닌 명확한 실체를 통해 모습을 드러낸다는 의미이기 때문이다. 도요토미 히데요시는 도요쿠니 다이묘진(豊国大明神)이란 이름으로 가장 잘 알려진 묘진이다. 같은 한자라도 살아있는 신인 천황을 가리킬 때는 아키쓰미카미(あきつみかみ)라고 다르게 읽는다.
일본에 불교가 들어온 이후에 신토의 신과 불교 교리가 서로 상충되는 일이 잦았는데, "(신토의)신은 불교도를 보호한다."라는 논리로 수습되었다.